# 小龍蝦派對

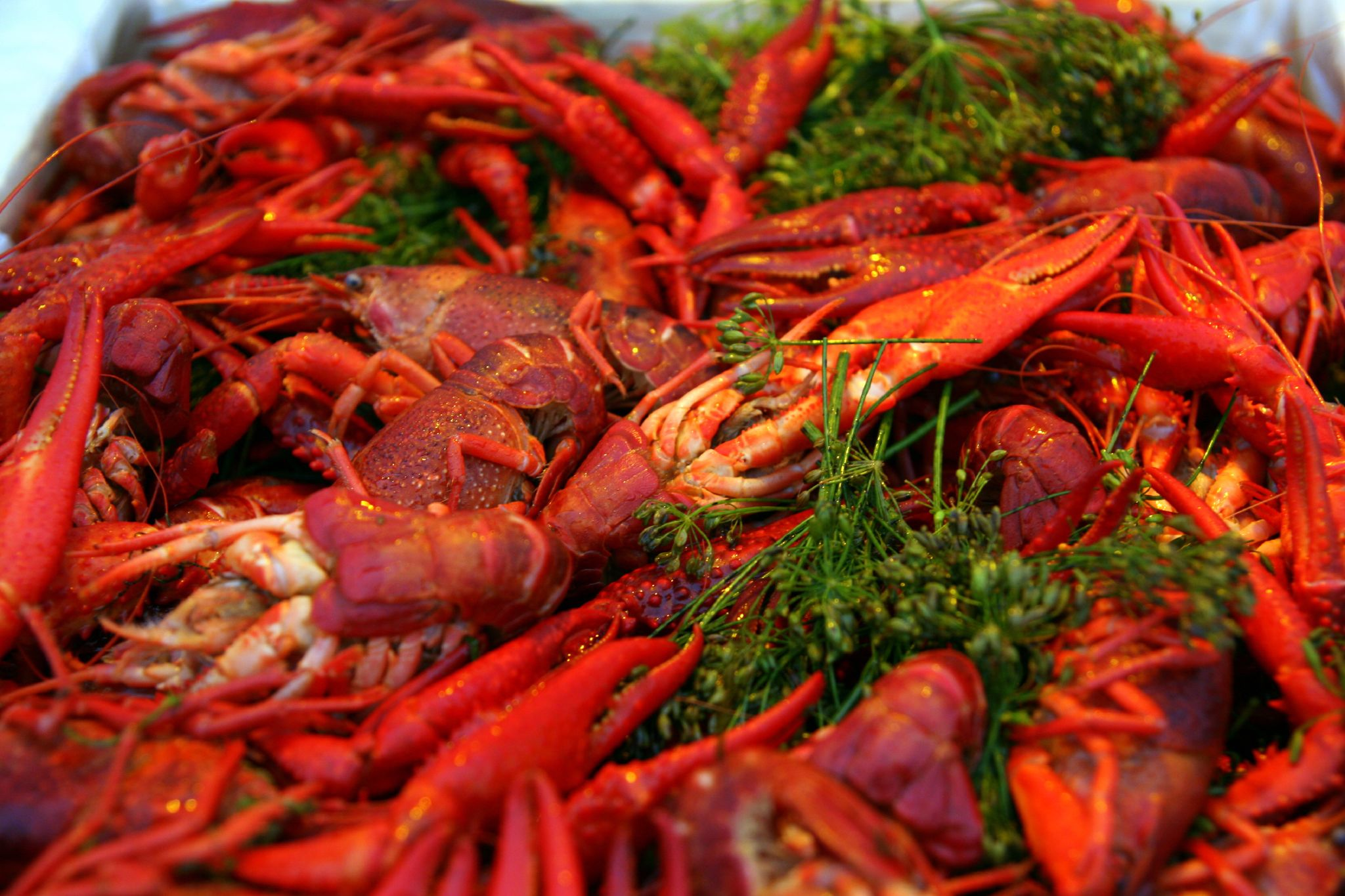
派對上和蒔蘿一起烹飪的小龍蝦

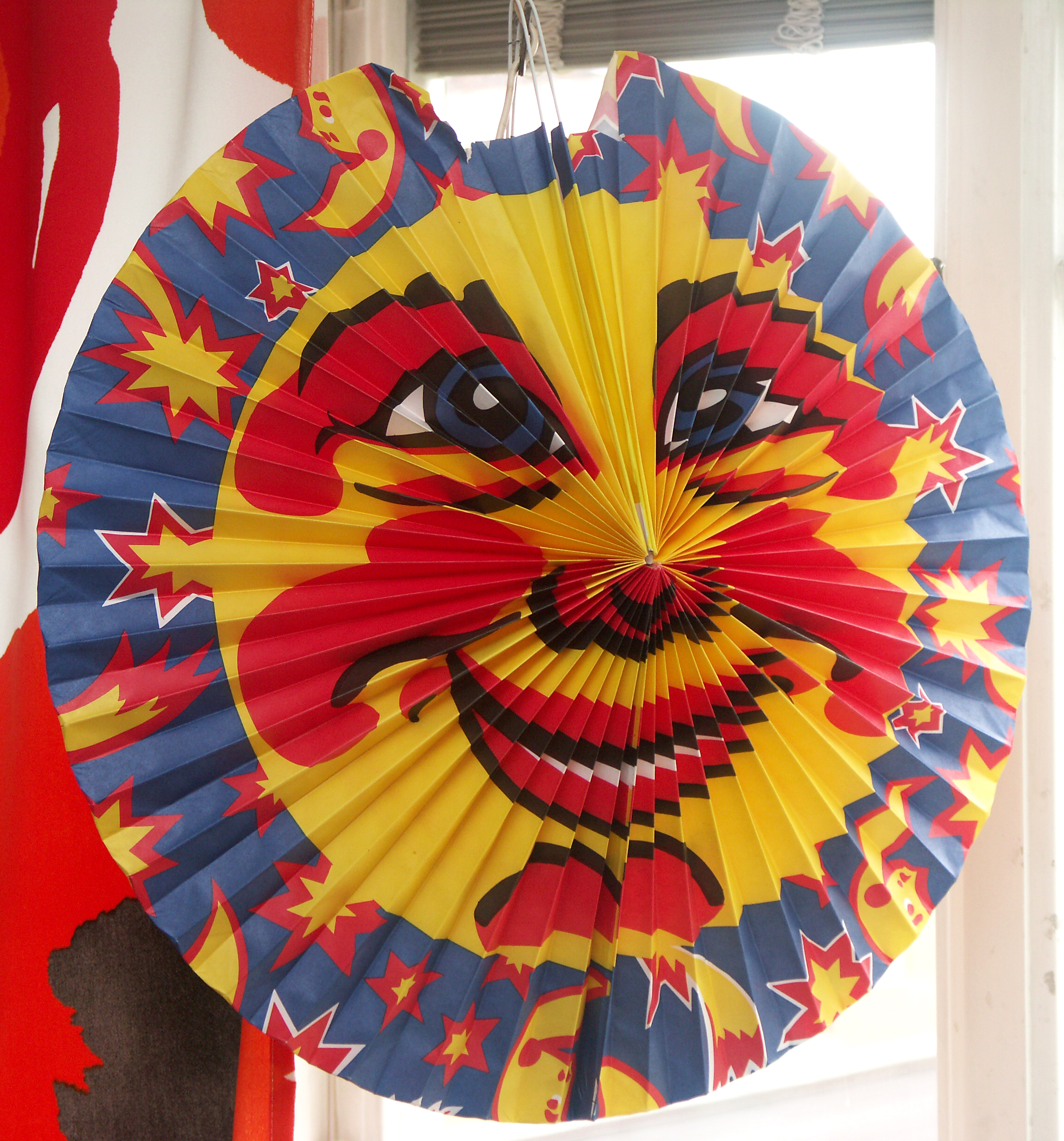
月亮上的人

小龍蝦派對（瑞典語： 或 ）是一個傳統的北歐國家夏季飲食派對，起源於瑞典。後來通過芬蘭瑞典族人傳播到了芬蘭。
這種派對一般在夏末的八月舉辦，因為20世紀時的這個時節已經是瑞典小龍蝦合法捕撈的最後期限。現在則因為已沒有相關法律阻礙，時間稍稍提前，改在了八月初。正餐傳統上是要在室外吃的，然而因為天氣和蚊蟲叮咬的緣故常常改在室內。參與派對的人們可能會穿戴上滑稽的紙質帽子、圍裙等裝束，並提著其上繪有“月亮上的人”之像的紙燈籠。派對歡快而喧囂，還有專門的飲酒歌（snapsvisa）獻上，實際上酒比食物要更受歡迎。派對上自然也會有小龍蝦出現，而在吃小龍蝦之前，習慣上應將其殼外的汁液吸食掉。
阿夸维特和其他烈酒（snaps）以及啤酒都很受歡迎。龍蝦以鹽水和蒔蘿烹飪，冷卻後呈上，此外也有麵包、瑞典鹽醃鯡魚等各式食物。

## 西班牙
40多年來，帕倫西亞省埃雷拉德皮蘇埃爾加市鎮一直在慶祝Cangrejo de río國家日（小龍蝦國家日）。這是因為這種甲殼類動物一直是該地區傳統美食的一部分。自2011年起，該鎮在慶祝活動中加入了 "瑞典式晚餐"，在此期間，居民們用紙燈籠和蠟燭練習瑞典傳統的街頭晚餐，這是真正的kräftskiva風格。在首屆瑞典晚宴上，節日的特別嘉賓--西班牙第一秘書兼總理伊娃-博伊克斯出席了會議。